# Гайден (Кентуккі)
Гайден (англ. Hyden) — місто (англ. city) в США, в окрузі Леслі штату Кентуккі. Населення — 303 особи (2020).

## Географія
Гайден розташований за координатами 37°9′30″ пн. ш. 83°22′36″ зх. д. / 37.15833° пн. ш. 83.37667° зх. д. (37.158406, -83.376732).  За даними Бюро перепису населення США в 2010 році місто мало площу 3,46 км², з яких 3,31 км² — суходіл та 0,14 км² — водойми.

## Демографія
Згідно з переписом 2010 року, у місті мешкало 365 осіб у 140 домогосподарствах у складі 67 родин. Густота населення становила 106 осіб/км².  Було 174 помешкання (50/км²).
Расовий склад населення:
| - 96,4 % — білих - 1,1 % — азіатів - 1,6 % — осіб інших рас |

До двох чи більше рас належало 0,8 %. Частка іспаномовних становила 1,9 % від усіх жителів.
За віковим діапазоном населення розподілялося таким чином: 10,4 % — особи молодші 18 років, 55,9 % — особи у віці 18—64 років, 33,7 % — особи у віці 65 років та старші. Медіана віку мешканця становила 55,9 року. На 100 осіб жіночої статі у місті припадало 84,3 чоловіків;  на 100 жінок у віці від 18 років та старших — 79,7 чоловіків також старших 18 років.
Середній дохід на одне домашнє господарство  становив 39 604 долари США (медіана — 20 417), а середній дохід на одну сім'ю — 60 998 доларів (медіана — 56 250). За межею бідності перебувало 29,2 % осіб, у тому числі 54,2 % дітей у віці до 18 років та 21,4 % осіб у віці 65 років та старших.
Цивільне працевлаштоване населення становило 124 особи. Основні галузі зайнятості: освіта, охорона здоров'я та соціальна допомога — 42,7 %, роздрібна торгівля — 16,9 %, мистецтво, розваги та відпочинок — 7,3 %, будівництво — 7,3 %.